# Ganesh Geymeier
Ganesh Geymeier, né en 1984 à Lausanne, est un saxophoniste suisse d'origine germano-malaisienne.

## Biographie
Ganesh Geymeier commence son parcours musical à 13 ans, et se passionne au saxophone en autodidacte. Il est admis au Conservatoire de musique de Genève où il obtient son diplôme en 2009, avant de poursuivre ses études à l'École de Jazz et de Musiques Actuelles (EJMA) de Lausanne. Parmi ses maîtres, on trouve notamment Charles Schneider, Robert Bonisolo et Steve Lehman. En 2007, il fait son début avec le trio Holunderblüten aux côtés de Noémie Cotton et Fred Burki. En 2013, il invite le duo Stade, composé par Christophe Calpini et Pierre Audétat, et le chanteur berlinois Black Cracker pour partager un concert au Décal'Quai de Montreux, concert qui fera l'objet d'un enregistrement. Geymeier est régulièrement invité à jouer en Europe ainsi qu'aux États Unis, en Afrique du Sud ou en Inde. Il a notamment participé à des festivals tels que Montreux Jazz, Cully Jazz, Jazz à Juan, Grahamstown Festival, Cape Town Jazz et Shanghai Jazz Festival. Ganesh Geymeier se démontre sensible à la musique traditionnelle et improvisée, ce qui l'amène à des nombreuses rencontres et partages lors de ses voyages. Entre 2013 et 2015, il enregistre deux albums avec Bänz Oester & the Rainmakers. En 2014, il co-fonde le groupe Bad Resolution avec le batteur Christophe Calpini, avec qui il publie un premier disque en 2015, titré Forgotten language. Il est également l'idéateur du projet Ganesh Geymeier Trio. En 2018, avec Bad Resolution, il publie l'album Humeurs, suivi en 2020 et 2022 par deux albums en solo titrés Kailasha et Wuji. Ganesh Geymeier enseigne également le saxophone à l' EJMA à Lausanne et pratique en tant que photographe et artiste visuel,.
En 2018, il obtient le Prix suisse de musique décerné par l'Office fédéral de la culture.
Ganesh Geymeier habite et travaille à Moudon.

## Discographie
- 2010 - Holunderblüten, Blank (Unit Records)
- 2013 - Ganesh Geymeier vs Stade feat Black Cracker (DKLK, avec Pierre Audétat, Christophe Calpini)
- 2014 - Bänz Oester & The Rainmakers, Playing at the Bird’s Eye (Unit Records, avec Afrika Mkhize, Ayanda Sikade)
- 2015 - Bad Resolution, Forgotten Language (avec Christophe Calpini)
- 2016 - Bänz Oester & The Rainmakers, Ukuzinikela Live in Willisau (Enja Yellowbird, avec Afrika Mkhize, Ayanda Sikade)
- 2018 - Dominic Eglis Plurism, Azania in Mind (Unit Records, avec Feya Faku, Donat Fisch, Raffaele Bossard sowie Houry Dora Apartian-Friedli, Lisette Spinnler, Siya Makuzeni)
- 2018 - Bad Resolution, Humeurs (avec Christophe Calpini)
- 2020 - Kailasha
- 2022 - Wuji